# Corps et Armes
Albums de Étienne Daho
Singles
(1998) Daho Live
(2001)
Corps et Armes est le septième album studio d'Étienne Daho. Il a été enregistré à Londres, Paris et New York durant l'automne 1999. Quatre singles en seront extraits : Le brasier, Rendez-vous à Vedra, La nage indienne et Ouverture.
L'album sera disque d'or en 2002.

## Titres de l'album
1. Ouverture - (Étienne Daho/Les Valentins-Étienne Daho) - 4:10
2. Le Brasier - (Étienne Daho/Helen Turner-Frances Ruffelle) - 3:59
3. Rendez-Vous à Vedra - (Étienne Daho/Helen Turner) - 3:42
4. Corps & Armes - (Étienne Daho/David munday-Sandy Stewart-Étienne Daho) - 4:07
5. La Nage Indienne - (Étienne Daho/Gavin Skinner-Étienne Daho) - 4:04
6. Les Mauvais Choix - (Étienne Daho/David munday-Étienne Daho) - 3:09
7. L'Année Du Dragon - (Étienne Daho/Carly Simon) - 4:21
8. Make Believe - (Vanessa Daou/Peter Daou) - 3:29
9. La Baie - (Étienne Daho/Jérôme Soligny) - 5:22
10. La Mémoire Vive - (Étienne Daho-Jean-Christophe Eluard/David munday-Sandy Stewart) - 4:05
11. San Antonio De La Luna - (Étienne Daho/Les Valentins-Étienne Daho) - 3:42

- Le dernier morceau est suivi par un bonus instrumental de 4:11.

## Édition Limitée Deluxe (31 octobre 2011)

### CD 1
1. Ouverture
2. Le Brasier Satori Song
3. Rendez-Vous À Vedra (Remastérisé en 2011)
4. Corps Et Armes (Remastérisé en 2011)
5. La Nage Indienne (Remastérisé en 2011)
6. Les Mauvais Choix (Remastérisé en 2011)
7. L'Année Du Dragon (Remastérisé en 2011)
8. Make Believe (En duo avec Vanessa Daou) (Remastérisé en 2011)
9. La Baie (Remastérisé en 2011)
10. La Mémoire Vive (Remastérisé en 2011)
11. San Antonio De La Luna (Remastérisé en 2011)
12. L'Été Sans Fin (Remastérisé en 2011)
13. Evening
14. Truth Remains (En duo avec Vanessa Daou)
15. So Sad (En duo avec Françoise Hardy) [Mix 2]
16. Dis-lui Toi Que Je T'Aime (En duo avec Vanessa Paradis) [Live Tv]
17. Mon Amour Baiser (En duo avec Jane Birkin)
18. Tu Mi Delirio (Mix Alternatif 2)
19. Comme Un Boomerang (En duo avec Dani) (Remastérisé en 2011)
20. Ouverture (Abbey Road Sessions)

### CD 2
1. Ouverture (Live 2001) (Remastérisé En 2011)
2. Rendez-Vous À Vedra (Live 2001) (Remastérisé en 2011)
3. Corps Et Armes (Live 2001) (Remastérisé en 2011)
4. La Nage Indienne (Live 2001)
5. La Baie (Live À La Salle Pleyel 2008) (Remastérisé en 2011)
6. L'Année Du Dragon (Live 2001) (Remastérisé en 2011)
7. Le Brasier (Live 2001) (Remastérisé en 2011)
8. Comme Un Boomerang (Live 2004) (Remastérisé en 2011)
9. San Antonio De La Luna (Live 2001) (Remastérisé en 2011)
10. Rendez-Vous À Vedra (Live Tv Acoustique)
11. Comme Un Boomerang (Live Tv Acoustique)
12. Le Brasier (Live Tv Acoustique)
13. Ouverture (Live Tv Acoustique)
14. La Nage Indienne (Démo 1999)
15. Touched By The Sun (Démo 1999)
16. Rendez-Vous À Vedra (Démo 1999)
17. La Baie (Démo 1999)
18. L'Autre Moi (Démo 1999)
19. Des Heures Hindoues (En duo avec Vanessa Paradis) [Home Démo Répétitions]